# Ronde van Italië 2013/Zevende etappe
De zevende etappe van de Ronde van Italië 2013 werd gereden op 10 mei. Het betrof een vlakke rit over 177 kilometer van San Salvo naar Pescara. De rit werd gewonnen door de al vroeg ontsnapte Australiër Adam Hansen. De Spanjaard Beñat Intxausti nam het roze over van de Italiaan Luca Paolini.

## Verloop
De zevende etappe, een heuvelrit met vier beklimmingen, begon met de ontsnapping van een kopgroep met daarin de Nederlander Pim Ligthart en Maarten Tjallingii. Onder leiding van de Australiër Adam Hansen en de Italiaan Emanuele Sella werd de kopgroep uiteen gereden op de Chieti Pietragrossa, een klim van de derde categorie. De Australiër en Italiaan gingen vervolgens met zijn tweeën verder op een nat parcours. Op de derde klim van de dag, de Santa Maria De Criptis, reed Hansen weg bij Sella. De Australiër werd niet meer teruggepakt door het peloton en soleerde naar de eindstreep. Achter de solotocht van Hansen ontstond er in het peloton een strijd tussen de klassementsrenners. De Italiaan Luca Paolini, leider in het algemeen klassement, kon het tempo niet bijbenen en verloor veel tijd. Ook de Brit Bradley Wiggins verloor veel tijd nadat hij onderuit ging in de afdaling van de San Silvestro. Het peloton reed onder leiding van de Blanco ploeg en de Astana ploeg stevig door. In de achtergrond sprintten de Italianen Enrico Battaglin en Danilo Di Luca naar de tweede en derde plaats.
In het algemeen klassement zakt de Italiaanse leider Luca Paolini door het ijs. Ook de nummer twee, de Colombiaan Rigoberto Urán, verloor veel tijd omdat hij zijn kopman moest helpen. De Spanjaard Beñat Intxausti bleef wel bij de voorste groep en pakt zo de leiding in het algemeen klassement. Hij wordt op vijf seconden gevolgd door de Italiaan Vincenzo Nibali. De Canadese titelverdediger, Ryder Hesjedal, staat op de derde plaats met acht seconden achterstand. De beste Nederlander is Robert Gesink die goed van voren zat in de etappe en zo de top tien inreed. Hij staat op de zevende plaats met een achterstand van negentien seconden. Ook de Nederlander Pieter Weening reed zich de top tien in deze etappe. Met een achterstand van 29 seconden staat hij op de negende plaats. De bestgeklasseerde Belg is Francis De Greef. Ook hij verloor tijd en staat nu op plaats 44 met een achterstand van vier minuten en één seconde.
De Brit Mark Cavendish gaat nog altijd aan de leiding in het puntenklassement. Zijn leidende positie kwam niet in gevaar tijdens de zesde etappe. Ook de Italiaan Giovanni Visconti leidt nog in het bergklassement. In het jongerenklassement verloor de leider, de Italiaan Fabio Aru tijd en daardoor ook de witte trui. De Pool Rafał Majka is nu de leider in het jongerenklassement. De Sky ploeg viel weg uit het ploegenklassement en die plek wordt ingenomen door de Nederlandse Blanco-formatie. Blanco staat op de tweede plek en op de eerste plek staat nog altijd de Russische Katjoesja-ploeg.

## Uitslag
| San Salvo - Pescara (177 km) |                    |                             |          |
| Plaats                       | Naam               | Ploeg                       | Tijd     |
| Winnaar                      | Adam Hansen        | Lotto-Belisol               | 4u35'49" |
| 2                            | Enrico Battaglin   | Bardiani Valvole-CSF Inox   | + 1'07"  |
| 3                            | Danilo Di Luca     | Vini Fantini-Selle Italia   | z.t.     |
| 4                            | Mauro Santambrogio | Vini Fantini-Selle Italia   | z.t.     |
| 5                            | Damiano Caruso     | Cannondale Pro Cycling Team | z.t.     |
| 6                            | Cadel Evans        | BMC Racing Team             | z.t.     |
| 7                            | Stefano Pirazzi    | Bardiani Valvole-CSF Inox   | z.t.     |
| 8                            | Arnold Jeannesson  | FDJ                         | z.t.     |
| 9                            | Pieter Weening     | Orica-GreenEdge             | z.t.     |
| 10                           | Ryder Hesjedal     | Team Garmin-Sharp           | z.t.     |
|                              |                    |                             |          |
| 35                           | Serge Pauwels      | Omega Pharma-Quickstep      | + 2'51"  |

## Klassementen
| Algemeen klassement |                    |                           |           |
| Plaats              | Naam               | Ploeg                     | Tijd      |
| Roze trui           | Beñat Intxausti    | Team Movistar             | 28u30'04" |
| 2                   | Vincenzo Nibali    | Astana Pro Team           | + 5"      |
| 3                   | Ryder Hesjedal     | Team Garmin-Sharp         | + 8"      |
| 4                   | Giampaolo Caruso   | Team Katjoesja            | + 10"     |
| 5                   | Mauro Santambrogio | Vini Fantini-Selle Italia | + 13"     |
| 6                   | Cadel Evans        | BMC Racing Team           | + 16"     |
| 7                   | Robert Gesink      | Blanco Pro Cycling        | + 19"     |
| 8                   | Ivan Santaromita   | BMC Racing Team           | + 28"     |
| 9                   | Pieter Weening     | Orica-GreenEdge           | + 29"     |
| 10                  | Robert Kišerlovski | RadioShack-Leopard        | + 34"     |
|                     |                    |                           |           |
| 44                  | Francis de Greef   | Lotto-Belisol             | + 4'01"   |

| Puntenklassement |                  |                             |        |
| Plaats           | Naam             | Ploeg                       | Punten |
| Rode trui        | Mark Cavendish   | Omega Pharma-Quickstep      | 58     |
| 2                | Elia Viviani     | Cannondale Pro Cycling Team | 52     |
| 3                | Enrico Battaglin | Bardiani Valvole-CSF Inox   | 45     |
|                  |                  |                             |        |
| 19               | Pim Ligthart     | Vacansoleil-DCM             | 16     |
| 40               | Bert De Backer   | Argos-Shimano               | 11     |

| Bergklassment |                   |                           |        |
| Plaats        | Naam              | Ploeg                     | Punten |
| Blauwe trui   | Giovanni Visconti | Team Movistar             | 14     |
| 2             | Emanuele Sella    | Androni Giocattoli        | 13     |
| 3             | Stefano Pirazzi   | Bardiani Valvole-CSF Inox | 12     |
|               |                   |                           |        |
| 5             | Willem Wauters    | Vacansoleil-DCM           | 9      |
| 10            | Pim Ligthart      | Vacansoleil-DCM           | 3      |

| Jongerenklassement |                 |                    |           |
| Plaats             | Naam            | Ploeg              | Tijd      |
| Witte trui         | Rafał Majka     | Team Saxo-Tinkoff  | 28u31'12" |
| 2                  | Carlos Betancur | AG2R-La Mondiale   | + 7"      |
| 3                  | Wilco Kelderman | Blanco Pro Cycling | + 47"     |
|                    |                 |                    |           |
| 11                 | Jens Keukeleire | Orica-GreenEdge    | + 14'29"  |

| Ploegenklassement |                    |           |
| Plaats            | Ploeg              | Tijd      |
|                   | Team Katjoesja     | 84u47'54" |
| 2                 | Blanco Pro Cycling | + 19"     |
| 3                 | Astana Pro Team    | + 23"     |

## Uitvallers
- De Australiër Leigh Howard (Orica-GreenEdge) is niet gestart vanwege een gebroken sleutelbeen.[1]
- De Belg Klaas Lodewyck (BMC Racing Team) is niet gestart vanwege een griep.[2]
- De Italiaan Mattia Cattaneo (Lampre-Merida) heeft de etappe niet uitgereden vanwege een val aan het begin van de etappe.[2]

1e etappe ·
2e etappe ·
3e etappe ·
4e etappe ·
5e etappe ·
6e etappe ·
7e etappe ·
8e etappe ·
9e etappe ·
10e etappe ·
11e etappe ·
12e etappe ·
13e etappe ·
14e etappe ·
15e etappe ·
16e etappe ·
17e etappe ·
18e etappe ·
19e etappe ·
20e etappe ·
21e etappe
Startlijst · Eindstanden · Afbeeldingen